# Badia de Palamós
La badia de Palamós és una badia de la mar Mediterrània, situada a la costa del Baix Empordà, als municipis de Calonge i Sant Antoni i Palamós, al centre de la Costa Brava. Limita al sud-oest amb les Roques Planes i al nord-est amb sa punta des Molí, on queda protegida de les ones pel gran espigó de llevant del port de Palamós i, per això, és idònia per als esports nàutics de vela. És una de les badies més fondes de la Mediterrània occidental.
Al segle XIII el rei Pere el Gran va decidir construir-hi un port, per la protecció que oferia la badia a les naus, tant de guerra, com comercials.
La línia de la costa és un gran arenal de 3.500 m de longitud, en el que cada tram pren diferents noms: cala del Racó de les Dones, platja de Torre Valentina, platja de Sant Antoni, platja d'es Monestrí i platja Gran de Palamós. A tots dos costats de la badia s'estén una costa abrupta, plena de penya-segats que ocasionalment s'obren per donar cabuda a una bella cala de sorra, envoltada per pins que creixen gairebé a la vora del mar.
Hi desemboquen la riera de Calonge, que separa les platges de Torre Valentina i Sant Antoni, i la riera de l'Aubi, que antigament desembocava al bell mig de Palamós, però les freqüents inundacions portaren el 1924 a desviar parcialment el riu a prop de la Torre Mirona, per tal que desemboqués a la platja de Castell, i a condicionar un nou llit fluvial per a recollir les aigües de la dreta del curs, que desemboca a la platja d'es Monestrí.
El Club Nàutic Costa Brava - Vela Palamós organitza a la badia, durant tot l'any, diferents regates a nivell autonòmic i nacional, així com proves de gran prestigi com la Palamós Christmas Race i l'International Vila de Palamós Optimist Trophy.
Els temporals, com va succeir el 2020 amb el temporal Gloria, s'emporten la sorra de les platges, i taponen l'entrada del port, que cal dragar periòdicament. Per a evitar-ho, el Ministeri de Medi Ambient i Agricultura havia aprovat el 2018 la construcció de dos espigons, un d'ells seria la prolongació del dic de la riera de l'Aubi, que es va construir el 1987. El 2023 el projecte seguia avançant.